# Gustav Weil
Gustav Weil (Sulzburg, Alemania, 25 de abril de 1808-Friburgo de Brisgovia, 29 de agosto de 1889) fue un lingüista, profesor universitario y orientalista alemán.

## Biografía
Como estaba destinado a ser rabino, aprendió hebreo, así como alemán y francés. También recibió lecciones de latín del sacerdote de su ciudad natal. A los doce años, se trasladó a Metz, donde su abuelo era rabino, para estudiar allí el Talmud. Sin embargo, la carrera teológica le decepcionó y pronto decidió abandonarla. En 1828 ingresó en la Universidad de Heidelberg, en donde se consagró al estudio de la filología y la historia. Al mismo tiempo, estudió árabe con Friedrich Wilhelm Carl Umbreit. A pesar de sus escasos recursos, en 1830 se trasladó a París para continuar sus estudios con Antoine Isaac Silvestre de Sacy, y gracias a eso pudo acompañar a la expedición francesa a Argel, en calidad de corresponsal para el Allgemeine Zeitung de Augsburgo. En enero de 1831 renunció a este empleo y se trasladó a El Cairo, en donde fue contratado como profesor de francés de la Escuela Médica Egipcia de Abu-Zabel. Allí permaneció, salvo por algún viaje ocasional a Europa, hasta marzo de 1835. Durante este período egipcio, tuvo la oportunidad de estudiar con filólogos árabes de la talla de Mohammed Ayyad al-Tantawi y Aḥmad al-Tunsi; y, además, aprendió persa moderno y turco.
De regreso a Europa, Weil pasó por Constantinopla, en donde permaneció algún tiempo para perfeccionar sus conocimientos de la lengua y la cultura turcas. Ya en Alemania, intentó establecerse, sin éxito, como Privatdozent en la Universidad de Heidelberg. Las razones de este fracaso se deben a que previamente Weil había criticado duramente la traducción que Joseph von Hammer-Purgstall había publicado de Los collares de oro, de Zamakhshari (Stuttgart, 1836). Hay que tener en cuenta que, por aquel entonces, Hammer-Purgstall gozaba de una enorme reputación y la universidad de Heidelberg, incapaz de entrar a juzgar esta polémica, no se atrevió a contratar a Weil. No obstante, gracias a la recomendación de De Sacy, Weil pudo entrar a trabajar primero como ayudante de bibliotecario y posteriormente, en 1838, como bibliotecario, cargo que ocupó hasta 1861, cuando finalmente sí pudo entrar a trabajar como profesor.
Weil murió en Friburgo de Brisgovia en 1889. De manera póstuma, sus hijos presentaron su colección de manuscritos árabes ante la Universidad de Heidelberg.

## Obras
En 1837, Weil publicó en Stuttgart Die Poetische Literatur der Araber, y más tarde tradujo al alemán Las mil y una noches (4 vols., 1837–41; 2ª ed.: 1866; 4ª ed.: 1871-72). Se trataba de la primera traducción íntegra al alemán de la conocida obra de la literatura persa. Él tuvo 40 obras en total.
- Datos: Q71546
- Multimedia: Gustav Weil / Q71546
- Textos: Autor:Gustav Weil